# Leptocybe invasa
Leptocybe invasa är en stekelart som beskrevs av Fisher och La Salle 2004. Leptocybe invasa ingår i släktet Leptocybe och familjen finglanssteklar.
Artens utbredningsområde är:
- Algeriet.
- Iran.
- Italien.
- Kenya.
- Syrien.
- Marocko.
- Israel.
- Jordan.
- Spanien.
- Turkiet.
- Uganda.

Inga underarter finns listade i Catalogue of Life.

## Bildgalleri

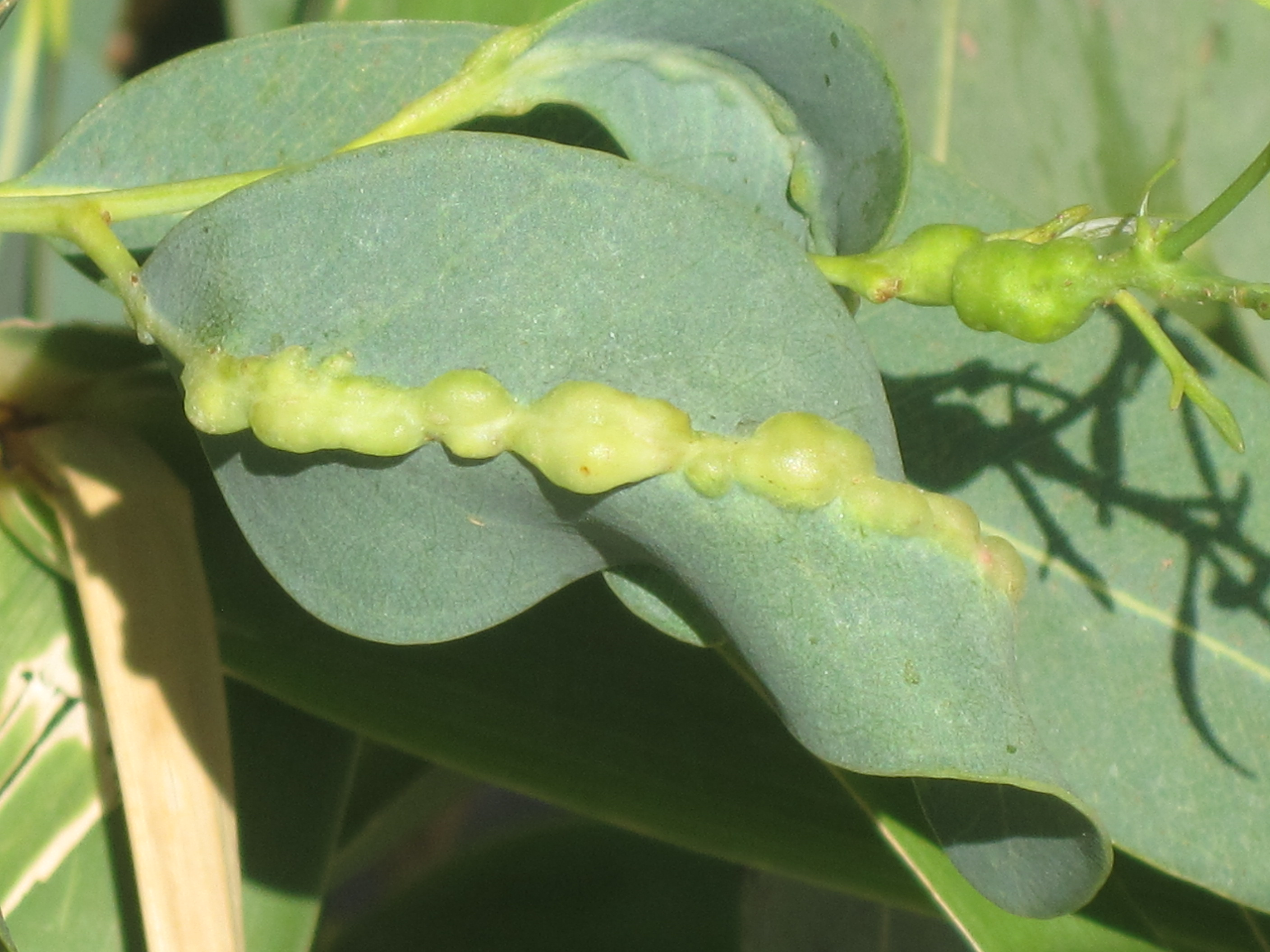